# Майкі-Малі
Майкі-Малі (пол. Majki Małe) — село в Польщі, у гміні Завідз Серпецького повіту Мазовецького воєводства.
Населення — 234 особи (2011).
У 1975-1998 роках село належало до Плоцького воєводства.

## Демографія
Демографічна структура станом на 31 березня 2011 року:
|          | Загалом | Допрацездатний вік | Працездатний вік | Постпрацездатний вік |
| -------- | ------- | ------------------ | ---------------- | -------------------- |
| Чоловіки | 121     | 18                 | 90               | 13                   |
| Жінки    | 113     | 17                 | 70               | 26                   |
| Разом    | 234     | 35                 | 160              | 39                   |